# Copa de Naciones Femenina de Futsal de la OFC 2024
La Copa de Naciones Femenina de Futsal de la OFC 2024 fue la edición inaugural de la Copa de Naciones Femenina de Futsal de la OFC, la principal competición de futsal femenino en la región. Se celebró del 17 al 25 de agosto de 2024.
Los campeones del torneo, Nueva Zelanda, se clasificaron como representantes de la OFC en la Copa Mundial Femenina de Futsal de la FIFA 2025 en Filipinas.

## Participantes
- Fiyi
- Islas Salomón (anfitrión)
- Nueva Zelanda
- Tahití
- Tonga

## Fase de grupos
| Equipo        | Pts | PJ | PG | PE | PP | GF | GC | Dif |
| ------------- | --- | -- | -- | -- | -- | -- | -- | --- |
| Nueva Zelanda | 12  | 4  | 4  | 0  | 0  | 29 | 2  | +27 |
| Fiyi          | 9   | 4  | 3  | 0  | 1  | 13 | 12 | +1  |
| Tahití        | 6   | 4  | 2  | 0  | 2  | 12 | 9  | +3  |
| Islas Salomón | 3   | 4  | 1  | 0  | 3  | 5  | 15 | -10 |
| Tonga         | 0   | 4  | 0  | 0  | 4  | 0  | 21 | -21 |

| 17 de agosto de 2024, 15:00 (UTC+11) | Nueva Zelanda | 10:0 (5:0) | Tonga | Friendship Hall, Honiara, Islas Salomón                                |                                                                        |
|                                      | - Tessa Leong 1'56', 7'55' - Hannah Kraakman 3'26' - Jamie Evans 10'03' - Maxine Cooper 13'04' - Alosi Bloomfield 31'33' - Shivy Anthony 34'21' - Jordana Bremner 37'20' - Jemma Catherwood 39'36' - Libby Boobyer 39'47' | Reporte    |       | Asistencia: 500 espectadores Árbitro(s): Arnaud Llambrich Reem Albishi | Asistencia: 500 espectadores Árbitro(s): Arnaud Llambrich Reem Albishi |

| 17 de agosto de 2024, 17:00 (UTC+11) | Tahití                 | 1:2 (1:1) | Fiyi                                 | Friendship Hall, Honiara, Islas Salomón                                |                                                                        |
|                                      | - Marina Rameha 15'44' | Reporte   | - 17'04', 36'33' Koleta Likuculacula | Asistencia: 550 espectadores Árbitro(s): Benjamin Norman Max Lauridsen | Asistencia: 550 espectadores Árbitro(s): Benjamin Norman Max Lauridsen |

| 18 de agosto de 2024, 15:00 (UTC+11) | Fiyi                                                                               | 4:0 (1:0) | Tonga | Friendship Hall, Honiara, Islas Salomón                       |                                                               |
|                                      | - Sofi Diyalowai 0'10', 21'00' - Koleta Likuculacula 25'06' - Unaisi Tuberi 30'35' | Reporte   |       | Asistencia: 450 espectadores Árbitro(s): Philip Mana Fred Ete | Asistencia: 450 espectadores Árbitro(s): Philip Mana Fred Ete |

| 18 de agosto de 2024, 17:00 (UTC+11) | Tahití | 5:1 (3:1) | Islas Salomón       | Friendship Hall, Honiara, Islas Salomón                            |                                                                    |
|                                      | - Lokelani Hauata 2'46' - Marina Rameha 7'23' - Aurelya Tissot 17'00' - Vateanui Deane 32'40' - Kohai Mai 34'40' | Reporte   | - 10'27' Ileen Pegi | Asistencia: 900 espectadores Árbitro(s): Malkom Mayoho Ronil Chand | Asistencia: 900 espectadores Árbitro(s): Malkom Mayoho Ronil Chand |

| 20 de agosto de 2024, 15:00 (UTC+11) | Fiyi                         | 1:9 (0:5) | Nueva Zelanda | Friendship Hall, Honiara, Islas Salomón                                  |                                                                          |
|                                      | - Koleta Likuculacula 26'21' | Reporte   | - 2'42', 19'20' Jemma Catherwood - 5'43' Maria Veronika - 13'54', 30'48' Dayna Manak - 17'14' Maxine Cooper - 29'41' Tessa Leong - 36'20' Alosi Bloomfield - 39'19' Hannah Kraakman | Asistencia: 300 espectadores Árbitro(s): Arnaud Llambrich Kere Baocheche | Asistencia: 300 espectadores Árbitro(s): Arnaud Llambrich Kere Baocheche |

| 20 de agosto de 2024, 17:00 (UTC+11) | Tonga | 0:2 (0:0) | Islas Salomón               | Friendship Hall, Honiara, Islas Salomón                            |                                                                    |
|                                      |       | Reporte   | - 26'52', 27'09' Ileen Pegi | Asistencia: 400 espectadores Árbitro(s): Reem Albishi Hiro Deligny | Asistencia: 400 espectadores Árbitro(s): Reem Albishi Hiro Deligny |

| 22 de agosto de 2024, 15:00 (UTC+11) | Tonga | 0:5 (0:2) | Tahití                                                                                    | Friendship Hall, Honiara, Islas Salomón                                |                                                                        |
|                                      |       | Reporte   | - 1'32', 24'36', 39'40' Ninauea Hioe - 16'37' Hanihei Taumaa - 39'05' Gwendoline Fournier | Asistencia: 150 espectadores Árbitro(s): Benjamin Norman Max Lauridsen | Asistencia: 150 espectadores Árbitro(s): Benjamin Norman Max Lauridsen |

| 22 de agosto de 2024, 17:00 (UTC+11) | Islas Salomón | 0:4 (0:2) | Nueva Zelanda                                                                   | Friendship Hall, Honiara, Islas Salomón                                 |                                                                         |
|                                      |               | Reporte   | - 1'20' Hannah Kraakman - 14'06' Jordana Bremner - 22'01', 29'35' Libby Boobyer | Asistencia: 350 espectadores Árbitro(s): Arnaud Llambrich Malkom Mayoho | Asistencia: 350 espectadores Árbitro(s): Arnaud Llambrich Malkom Mayoho |

| 23 de agosto de 2024, 15:00 (UTC+11) | Nueva Zelanda                                                                                               | 6:1 (2:0) | Tahití                | Friendship Hall, Honiara, Islas Salomón                           |                                                                   |
|                                      | - Hannah Kraakman 1'41' - Dayna Manak 17'38' - Jemma Catherwood 20'09', 28'24', 36'21' - Jamie Evans 31'44' | Reporte   | - 37'56' Ninauea Hioe | Asistencia: 250 espectadores Árbitro(s): Philip Mana Reem Albishi | Asistencia: 250 espectadores Árbitro(s): Philip Mana Reem Albishi |

| 23 de agosto de 2024, 17:00 (UTC+11) | Islas Salomón                             | 2:6 (1:4) | Fiyi | Friendship Hall, Honiara, Islas Salomón                            |                                                                    |
|                                      | - Cema Nasau 6'26' - Unaisi Tuberi 21'49' | Reporte   | - 2'26', 5'19' Koleta Likuculacula - 13'37' Kuladina - 16'48' Sofi Diyalowai - 20'07' Cema Nasau - 36'15' Aliza Hussein | Asistencia: 400 espectadores Árbitro(s): Benjamin Norman Feki Tufi | Asistencia: 400 espectadores Árbitro(s): Benjamin Norman Feki Tufi |

## Tercer puesto
| 25 de agosto de 2024, 15:00 (UTC+11) | Tahití                                                                              | 4:3 (2:0) | Islas Salomón                                        | Friendship Hall, Honiara, Islas Salomón                                |                                                                        |
|                                      | - Hereiti Manutahi 17'06' - Lokelani Hauata 18'56', 37'22' - Raimateata Ueva 35'13' | Reporte   | - 21'36', 38'06' Ileen Pegi - 36'50' Madeline Arukau | Asistencia: 900 espectadores Árbitro(s): Benjamin Norman Max Lauridsen | Asistencia: 900 espectadores Árbitro(s): Benjamin Norman Max Lauridsen |